# Keszler Gyula
Keszler Gyula Zoltán Sándor (Tapolca, 1908. szeptember 16. – Budapest, 1976. október 6.) magyar gépészmérnök, közgazdasági mérnök, címzetes egyetemi tanár, a műszaki tudományok kandidátusa (1971).

## Életpályája
1930-ban diplomázott a budapesti Műegyetemen gépészmérnökként. 1931-ben közgazdasági mérnöki oklevelet is szerzett. 1932–1933 között Budapesten tervező irodában és textilgyárban mérnökgyakornok volt. 1934–1936 között a csepeli Weiss Manfréd-gyár szerkesztési osztályán dolgozott. 1936–1941 között a MÁV Északi Járműjavító, illetve az átszervezés után a MÁV Landler Jenő Járműjavító beosztott mérnöke volt. 1941-ben közgazdasági doktor lett. 1941–1946 között a MÁV Meleg- és Hidegmunkáló Osztálya osztályvezető főmérnöke volt. 1946–1948 között a MÁV Üzemgazdasági Osztályának vezetője volt. 1948–1958 között a Közlekedési és Postaügyi Minisztérium Vasúti Főosztály norma-, majd csoportvezetője volt. 1949-ben a Budapesti Műszaki Egyetem vasúti géptan tanszékén előadó volt. 1953–1972 között a szolnoki Közlekedési Műszaki Egyetem, illetve az ÉKME Közlekedési Üzemmérnöki Kar Vasúti Géptan I. Tanszéke alapító egyetemi docense, majd a Budapesti Műszaki és Gazdaságtudományi Egyetem Közlekedésmérnöki Kar Technológia és Járműjavítás Tanszéke, illetve Gépipari Technológia Tanszéke egyetemi docense volt. 1953–1970 között a Tanszék vezetője volt. 1972-ben nyugdíjba vonult.
A hazai műszaki felsőoktatásban elsőként alakította ki a vasúti járművek javítástechnológiájának, majd a gépjárművek, az építő- és anyagmozgató gépek javítási-fenntartási technológiája feldolgozását. Számos közleménye jelent meg hazai és külföldi folyóiratokban.

## Családja
Nagyapja: id. Keszler Gyula (1844–1916) tanító, költő. Szülei: Keszler Lajos Zoltán (1881–1936) tanító, a Tapolcai Újság szerkesztője (1918–1936) és Gréber Stefánia voltak. Felesége, Mjazovszky Mária (1910-1992) középiskolai tanár volt. Leánya: Kaán Miklósné Keszler Borbála (1939–) nyelvész, egyetemi tanár; Gyurcsovics Lajosné Keszler Orsolya mérnök, a Bánki Donát Gépipari Műszaki Főiskola adjunktusa és Tóthfalussy Györgyné Keszler Sarolta, az Ybl Miklós Építőipari Műszaki Főiskola oktatója.

## Művei
- Az iparban használatos bérfizetési módok fő típusai (Egyetemi doktori értekezés; Budapest, 1941)
- Teljesítménnyel arányos munkabér-fizetési módok fő típusai (Közgazdasági Szemle, 1941)
- Az emberi munkavégzés tökéletesítésének lehetősége a mezőgazdaságban az ipari tapasztalatok alapján (Közgazdasági Szemle, 1944)
- Munkamódszerek tökéletesítése a vasúti járműjavítási normaalapok készítésével kapcsolatban (Bér és Norma, 1952)
- A műszaki normakészítés feladatai a vasúti járműjavító iparban (A Mérnöki Továbbképző Intézet előadásai; Budapest, 1954)
- Közlekedési anyagok. I–II. kötet (Egyetemi jegyzet; Budapest, 1954; 2. kiadás: 1958–1959; 3. kiadás: 1961–1962; 5. kiadás: 1965)
- Vasúti járművek fenntartása-javítása (Egyetemi tankönyv; Budapest, 1960)
- A vasúti és közúti járművek alkatrészei készítésére használatos vas- és fémanyagok (Egyetemi jegyzet; Budapest, 1963)
- Diesel és villamos járművek javítása, fenntartása. Az ÉKME Közlekedés Üzemmérnöki Kar szakmérnöki jegyzete (Pelcz Józseffel; A Mérnöki Továbbképző Intézet kiadványa; Budapest, 1964)
- Izotermás edzés vasúti hordrugók tulajdonságaira gyakorolt befolyásának vizsgálata. – Közúti villamosvasúti járművek javítási ciklusrendszerének felépítési elvei (ÉKME Tudományos Közleményei, 1965)
- Nyitott teherkocsik szalagszerű javítása a MÁV járműjavítókban (Budapest, 1966)
- Anyagismeret és technológia (I. kötet; Győri Józseffel; egyetemi jegyzet; Budapest, 1966; IV. kötet: Lipovszky Györggyel; Budapest, 1966)
- Laprugók korszerű élettartam-növelési módszereinek kutatása (ÉKME Tudományos Közleményei, 1967)
- Motoros vasúti járművek fenntartása, javítása (Lipovszky Györggyel; A Mérnöki Továbbképző Intézet kiadványa; Budapest, 1969)
- Vasúti járművek alkatrészei, fődarabjai, villamos mozdonyok fenntartása, javítása (Győri Józseffel; A Mérnöki Továbbképző Intézet kiadványa; Budapest, 1969)
- Vontatott vasúti járművek fenntartása-javítása (Kardos Tiborral és Kiss Gyulával; A Mérnöki Továbbképző Intézet kiadványa; Budapest, 1969)
- Vasúti jármű laprugók egyes élettartam-növelési lehetőségei (kandidátusi értekezés; Budapest, 1969)
- Fenntartó és javítóipari folyamatok kérdései (Budapest, 1970)
- Szerkezeti anyagok technológiája. Gyakorlatok. 1 (szerkesztő; Budapest, 1972)
- Vasúti járműalkatrészek, fődarabok fenntartása-javítása (Győri Józseffel és Visi Jánossal; A BME Továbbképző Intézete kiadványa; Budapest, 1973; 2. kiadás: 1976)
- Járműjavítási technológia. I. kötet (Egyetemi jegyzet; Papp Gyulával; Budapest, 1974)
- Motoros vasúti járművek fenntartása, javítása (Egyetemi jegyzet; Farkasházy Ernővel és Lipovszky Györggyel; A BME Továbbképző Intézete kiadványa; Budapest, 1977)